# جاده روراله
جاده روراله (به انگلیسی: Rurala Road) یک روستا در پاکستان است که در پنجاب واقع شده‌است. جاده روراله ۱۸۰٫۴۴ متر بالاتر از سطح دریا واقع شده‌است.